# マイケル・フーパー
マイケル・フーパー（Michael Hooper、1991年10月29日 - ）は、オーストラリア出身のラグビーユニオン選手。

## プロフィール
- オーストラリアニューサウスウェールズ州シドニー出身。
- 身長 182cm、体重 101kg
- ポジションはフランカー（FL）。

## 経歴
2010年、スーパーラグビーのブランビーズに加入。同年3月26日、チーフス戦でスーパーラグビーデビューを果たした。同年、第3回IRBジュニア世界選手権（アルゼンチン大会）のU20オーストラリア代表に選出された。
2011年、 第4回IRBジュニア世界選手権（イタリア大会）のフィジー戦で、U20チームのキャプテンを務め、大会最優秀国際選手に選出された。
2012年6月5日、オーストラリア代表として、スコットランド戦で初キャップを獲得した。同年のオーストラリア代表のテストマッチ15回のうち、13回に出場した。
2012年のスーパーラグビーシーズン終了後、新たにワラターズと契約し、2014年にはキャプテンとして決勝でクルセイダーズを破っての初優勝に貢献した。
2014年にはオーストラリア代表のキャプテンとなった。
2015年、ラグビーワールドカップ2015（イングランド大会）に出場。準決勝のアルゼンチン戦で50キャップを獲得した。
2019年、ラグビーワールドカップ2019（日本大会）に出場。
2020年、トヨタ自動車ヴェルブリッツ（現・トヨタヴェルブリッツ）に加入。翌2021年2月20日にジャパンラグビートップリーグ第1節東芝ブレイブルーパス戦に途中出場で日本での公式戦初出場を果たす。2021年5月15日の準決勝まで、ヴェルブリッツとして10試合出場した。
2021年5月、ワラターズに復帰。
2020年10月のオールブラックス戦で100キャップを獲得。当時の最年少記録（28歳348日）での達成となる。しかし最年少記録は、翌2021年2月にウェールズのジョージ・ノース（28歳319日）によって塗り替えられた。
2023年、オーストラリア代表はエディー・ジョーンズHCのもとで若返りをはかったことで、ラグビーワールドカップ2023（フランス大会）では代表選抜落ちとなった。
2024年、セブンズのオーストラリア代表として12試合出場したが、2024年パリオリンピックの代表チームには選ばれなかった。
2024年6月30日、オーストラリア代表からの引退を自身のSNSで発表した。代表としての最後の試合は、2023年7月9日に行われた南アフリカ戦で、125キャップ目だった。
2025年1月25日、ジャパンラグビーリーグワンのトヨタヴェルブリッツへの入団を発表した。ヴェルブリッツには、トップリーグ時代に在籍していた2021シーズン以来、4年ぶり。
2025年5月11日、トヨタヴェルブリッツからの退団が発表された。

## 受賞歴
- ワールドラグビー男子15人制ドリームチーム:2021年[18]

## ギャラリー

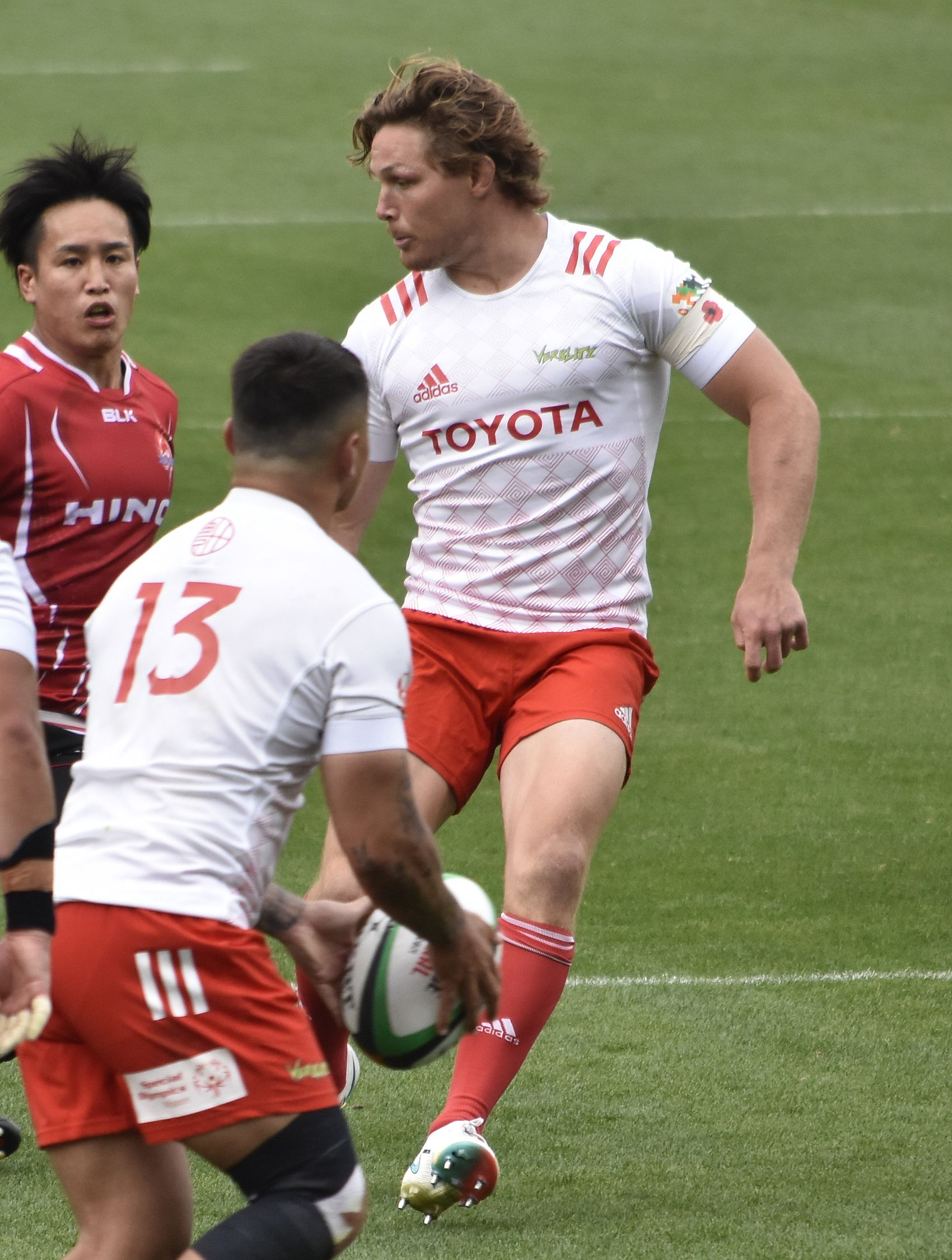
日野レッドドルフィンズ戦（秩父宮ラグビー場 2021年4月25日撮影）